# 松村康太
松村 康太（まつむら こうた、1983年4月6日 - ）は、福井県出身の競艇選手。登録番号4210。身長153cm。血液型O型。91期。福井支部所属。師匠は武田光史。同期に川上剛、長嶋万記、三浦永理らがいる。

## 来歴
- やまと競艇学校時代は、リーグ戦勝率5.11（準優出3　優出1）の成績を残した。
- 2002年11月14日、三国競艇場でデビュー。
- 2003年2月23日、児島競艇場で初勝利。
- 2004年9月14日、三国競艇場での「第9回ヤングヒーロー決定戦」で初優出（5着）。
- 2007年12月30日、琵琶湖競艇場での「滋賀県モーターボート競走会会長杯争奪2007年末ファイナル競走」で初優勝。
- 2009年6月29日、琵琶湖競艇場での「水無月賞」で優勝（通算4回目）したがゴール直後に風に煽られて転覆した。

## 人物・特徴
平成17年度に三国競艇場のスター候補生となった。以前は特に三国競艇場で落水が多く、「ラクスイ君」というキーホルダーまで作られた程であった。2006年後期の平均スタートタイミングは0.22とA1選手の中では遅いが、捲りがよく決まるという特徴がある。本人も捲りを得意としている。しかし、記念レースではスタートの遅さが大きく響き、苦戦を強いられることが多い。
横断幕は「夢を買うた 松村康太」である。